# Fodrovec Riječki
 Fodrovec Riječki falu Horvátországban Kapronca-Kőrös megyében. Közigazgatásilag Gornja Rijekához tartozik.

## Fekvése
Kőröstől 14 km-re északnyugatra, községközpontjától  6 km-re délre fekszik.

## Története
A falunak 1857-ben 58, 1910-ben 100 lakosa volt. A  trianoni békeszerződésig Belovár-Kőrös vármegye Körösi járásához tartozott. 2001-ben 86 lakosa volt.

## Külső hivatkozások
- A község hivatalos oldala
- Gornja Rijeka - nemhivatalos oldal